# Verdún (Montreal)
Verdún es un distrito de la ciudad de Montreal. Está formado por la ex ciudad de Verdún, fusionada desde 2001 con la ciudad de Montreal.
Su población es de 60.564 (2001), de la cual el 68% es de origen francófono, el 18 % anglófono mientras que el 14 % restante tiene como lengua materna otra que el francés o el inglés.

## Barrios(quartiers)
- Wellington-de l'Eglise
- L'Île-des-Sœurs
- Desmarchais-Crawford

## Imágenes

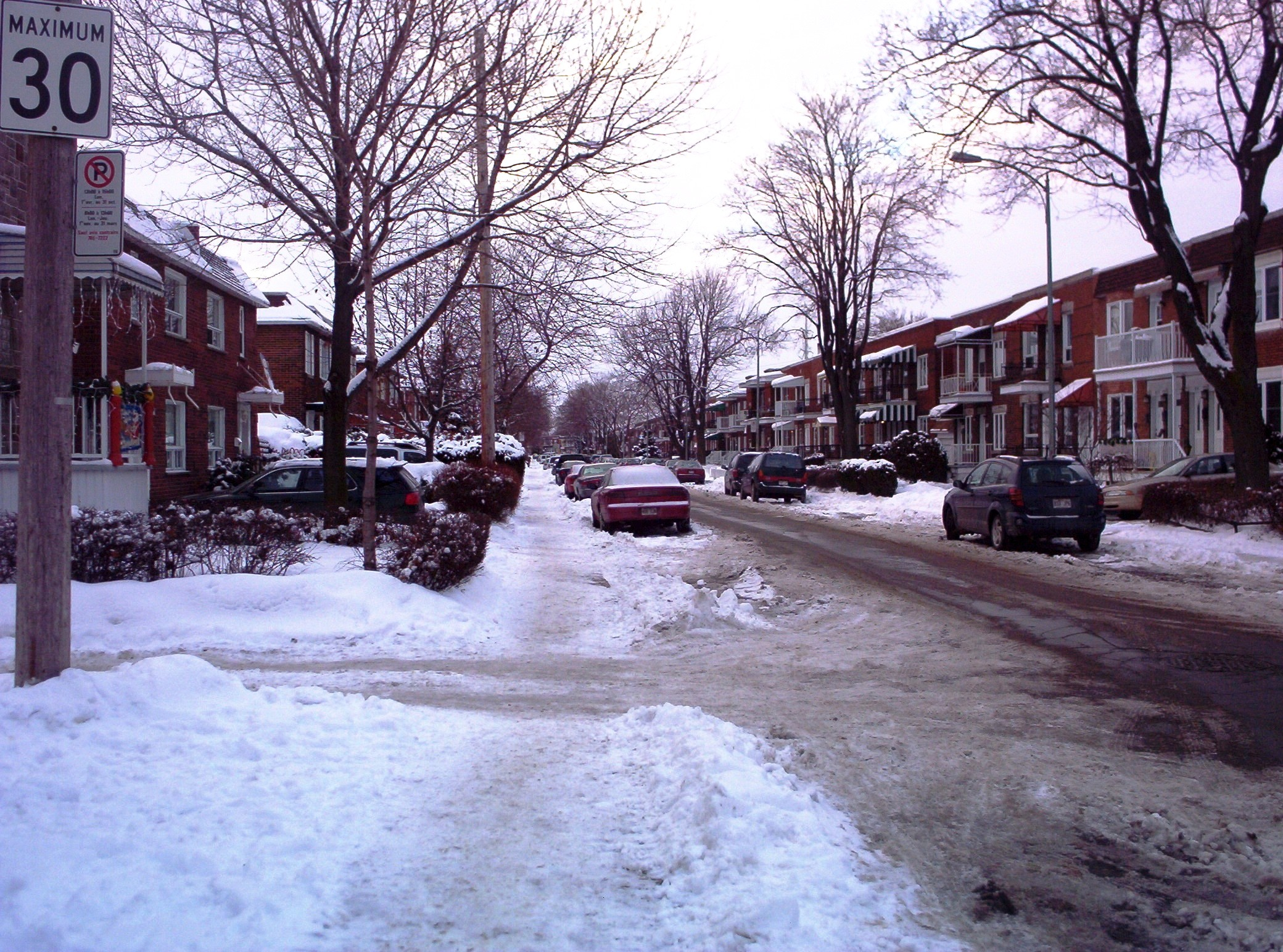
Vista de una calle de Verdun.
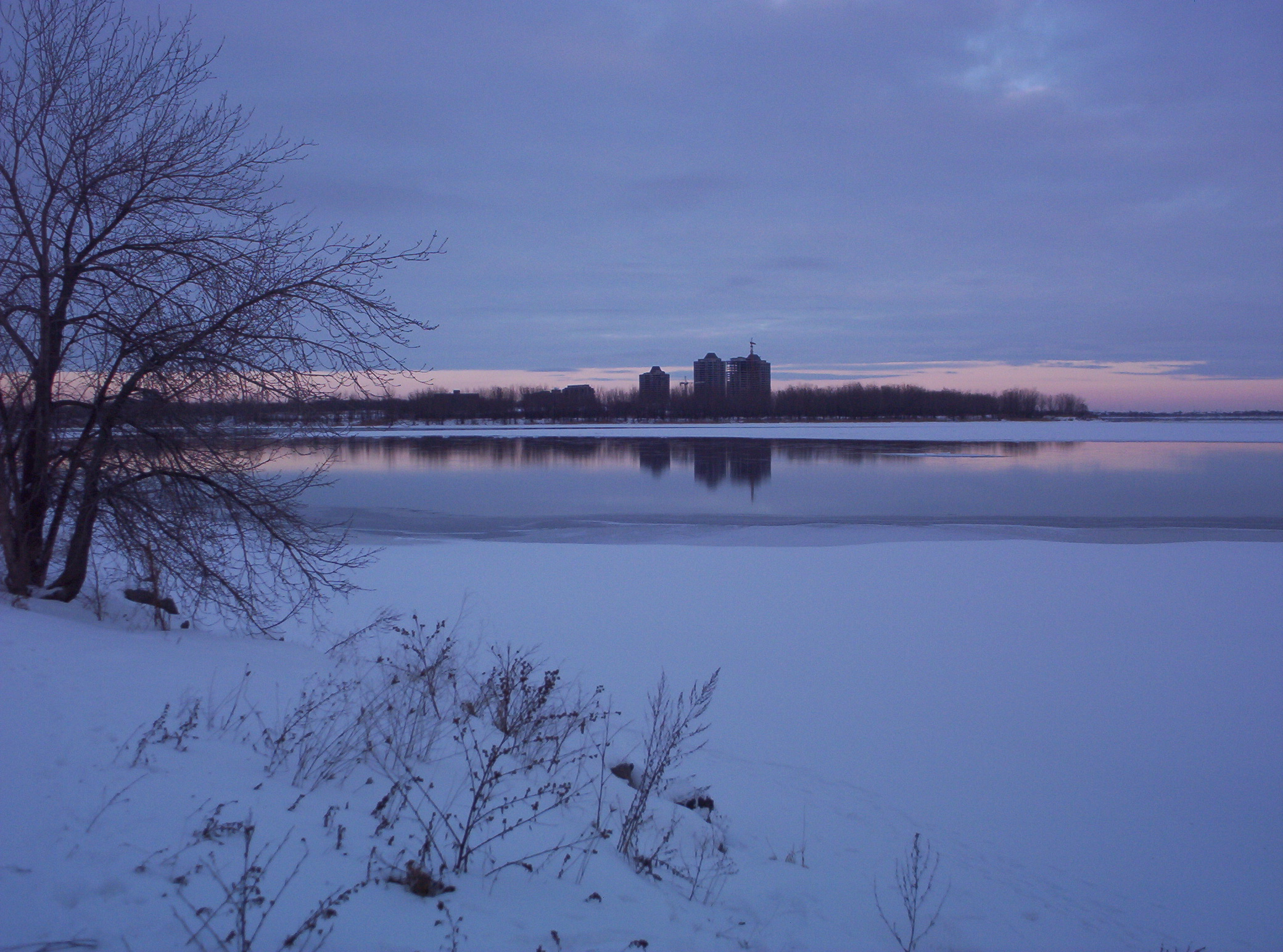
Vista de la île des Soeurs desde Verdun.